# فرانک بویا
 فرانک تیری بویا (زاده ۱ ژوئیه ۱۹۹۶)، بازیکن فوتبال کامرونی است که به عنوان هافبک برای آنتورپ بازی می‌کند.

## دوران باشگاهی
بویا برای APEJES Academy بازی کرده‌است. وی در نقل و انتقالات زمستانی فصل ۲۰۱۶–۱۷ به مونیخ ۱۸۶۰ پیوست تا حضور در بوندس‌لیگا ۲ را تجربه کند.
او در سال ۲۰۱۷، به باشگاه بلژیکی Mouscron پیوست. در ژوئن ۲۰۲۰، وی قراردادی را با آنتورپ به امضا رساند.

## دوران ملی
بویا نخستین بازی ملی خود را در سال ۲۰۱۶ انجام داد. او در فهرست نهایی کشورش برای حضور در جام ملت‌های آفریقا ۲۰۱۷ قرار داشت.